# Гептапразеодимтрииридий
Гептапразеодимтрииридий — бинарное неорганическое соединение, интерметаллид
празеодима и иридия
с формулой Ir3Pr7,
кристаллы.

## Получение
- Сплавление стехиометрических количеств чистых веществ:

{\displaystyle {\mathsf {7Pr+3Ir\ {\xrightarrow {1000^{o}C}}\ Ir_{3}Pr_{7}}}}

## Физические свойства
Гептапразеодимтрииридий образует кристаллы
гексагональной сингонии,
пространственная группа P 63mc,
параметры ячейки a = 1,0043 нм, c = 0,6312 нм, Z = 2,
структура типа гептаторийтрижелеза Fe3Th7
.
Соединение образуется по перитектической реакции при температуре ≈1000°C.